# Tonekabon
Tonekabon (pers. ‏تنكابن‎) – miasto w Iranie, w ostanie Mazandaran. W 2006 roku miasto liczyło 43 128 mieszkańców w 13 087 rodzinach.